# Robinson Club
Robinson Club GmbH — німецька туристична компанія, власник мережі готелів в усьому світі, частина концерну TUI.
Заснована в 1970 році як наслідування французької клубної системи відпочинку Club Med. Штаб-квартира розташована в Ганновері.
Портфоліо компанії нараховує 23 клубних готельних комплексів (22 влітку 2014 року) в 12 країнах на 13 000 місць.

## Історія
У 1970 році TUI і Steigenberger Hotels (Франкфурт) заснували Robinson Club GmbH. 1 січня 1971 року відкрито перший готель Robinson Club на базі готелю Jandia Playa партнера TUI на острові Фуертевентура. Відтоді Robinson Club почав пропонувати відпочинок, який значно відрізнявся від інших готелів для відпочинку на той час, орієнтуючись переважно німецьких гостей. Для груп гостей була створена нова концепція спортивного, розважального і соціального відпочинку, для гостей з дітьми або без, для пар і тих, хто зупиняється сам.
У 1974 році у Кенії відкрито Robinson Club Baobab, яки був повністю створений за конценпією компанії, а згодом були відкриті інші такі готелі у Середземномор'ї та Альпах. 
У 1989 році Robinson Club став 100-відсотковим дочірнім підприємством TUI. 1998 року Robinson Club нагороджений TUI Holly, нагородою від гостей TUI на 100 найпопулярніших готелів.
У 2000 році Robinson Club свій перший клуб у Німеччині, Robinson Club Fleesensee у Мекленбург-Передня Померанія. У липні 2003 на Мальорці відбулось відкриття Robinson Club Cala Serena після реновації. Клуб встановив нові стандарти з оазисом WellFit площею 2 000 м².
У 2008 році кількість клубів зросла до 21 — наприкінці квітня відкрився готель Robinson Club Agadir у Марокко. У липні відбулося відкриття Robinson Club Quinta Da Ria у Португалії. Мережа продовжила розширятись у 2009 році: вікдрито Robinson Club Sarigerme Park у Туреччині та Robinson Club Maldives на Мальдівах. 2012 року компанія представила 3 нові готелі; після семи років реновації знову був відкритий Robinson Club Landskron в Австрії.

## Послуги
Robinson Club пропонує сім'ям, парам та гостям, що зупиняються одні широкий спектр послуг, включаючи спорт, Wellfit, розваги, гольф і Roby Club для дітей та ін.
48% гостей Robinson Club — це сім'ї з дітьми, 39% пари і 13% тих, хто зупиняється сам.

## Готелі

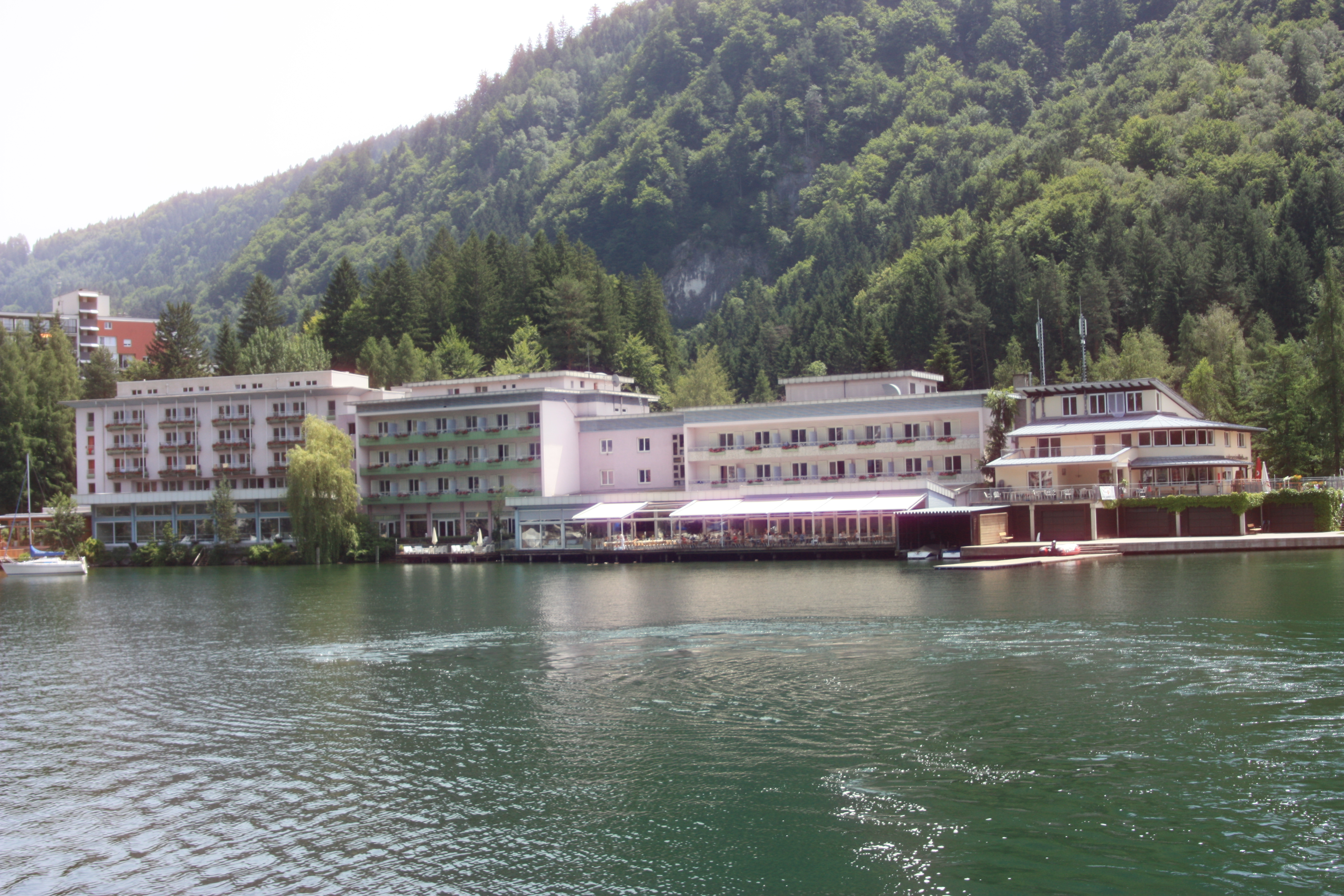
Robinson Club Landskron (Каринтія)

Портфоліо компанії нараховує 23 клубних готельних комплексів (22 влітку 2014 року) в 12 країнах на 13 000 місць. Клуби системи Robinson Club знаходяться в Європі (Австрія, Греція, Іспанія, Італія, Німеччина, Португалія, Швейцарія), Азії (Мальдіви, Туреччина), Африки (Єгипет, Марокко, Туніс).
- Австрія
  - Robinson Club Amadé (Зальцбург)
  - Robinson Club Ampflwang (Верхня Австрія)
  - Robinson Club Landskron (Каринтія)
  - Robinson Club Schlanitzen Alm (Каринтія)
  - Robinson Club Alpenrose Zürs (Форарльберг)
- Греція
  - Robinson Club Daidalos (Кос)
  - Robinson Club Kalimera Kriti (Крит)
- Єгипет
  - Robinson Club Soma Bay (Хургада)
- Іспанія
  - Robinson Club Cala Serena (Мальорка, Балеарські острови)
  - Robinson Club Esquinzo Playa (Фуертевентура)
  - Robinson Club Jandia Playa (Фуертевентура)
  - Robinson Club Playa Granada (Андалусія)
- Італія
  - Robinson Club Apulia (Апулія)
- Марокко
  - Robinson Club Agadir (Агадір)
- Німеччина
  - Robinson Club Fleesensee (Мекленбург-Передня Померанія)
- Португалія
  - Robinson Club Quinta Da Ria (Алгарве)
- Туніс
  - Robinson Club Djerba Bahiya (Джерба)
- Туреччина
  - Robinson Club Çamyuva (Кемер)
  - Robinson Club Nobilis (Белек)
  - Robinson Club Pamfilya (Сіде)
  - Robinson Club Sarigerme Park (Егейський регіон)
- Швейцарія
  - Robinson Club Arosa (Граубюнден)
  - Robinson Club Schweizerhof (Енгадін)